# Rechtsrheinischer Grenzverlauf um Basel
Der rechtsrheinische Grenzverlauf um Basel trennt heute die Hoheitsgebiete der Schweiz (mit dem Kanton Basel-Stadt) und der Bundesrepublik Deutschland und ist damit eine EU-Außengrenze. Nebst der Landesgrenze treffen hier auch die Gemeinden Weil am Rhein, Lörrach, Inzlingen, Grenzach-Wyhlen sowie Basel, Riehen und Bettingen aufeinander.
Die deutsch-schweizerische Grenze verläuft größtenteils in Gewässern – dem Rhein folgend bzw. im Osten durch den Bodensee. Der rechtsrheinische Grenzverlauf um Basel ist dabei – neben der Grenze des Kantons Schaffhausen – eine Ausnahme und verläuft auf der Nordseite des Rheins ca. 22 km über Land.

## Grenzverlauf
Der Grenzverlauf erstreckt sich heute vom Basler Rheinhafen in Kleinhüningen (CH) bei Weil am Rhein-Friedlingen (D) über Riehen (CH) vorbei am Tullinger Berg und Lörrach-Stetten hinauf über Inzlingen (D), Bettingen (CH), vorbei am Chrischona bei Wyhlen und Grenzach, bis er dort beim Grenzacher Horn wieder auf den Rhein trifft. Der Verlauf windet sich dabei auf ca. 22 km, um eine Strecke von Luftlinie lediglich 4,5 km von Rheinhafen bis zum Grenzacher Horn zu überbrücken. Der Grenzverlauf ist mit über 200 teils mehr als 500 Jahre alten Grenzsteinen markiert.
| Schweiz             | Schweiz | Grenzstein Nr | Grenzstein Nr   | Deutschland     | Deutschland                         |
| ------------------- | ------- | ------------- | --------------- | --------------- | ----------------------------------- |
| Basel Kleinhüningen |         | 1 19          | 1 40a           |                 | Weil am Rhein Friedlingen Otterbach |
| Riehen              |         | 20 - 85       | 1 40a           |                 | Weil am Rhein Friedlingen Otterbach |
| Riehen              | 40a 64  | 20 - 85       |                 | Lörrach Stetten |                                     |
| Riehen              | 64      | 20 - 85       |                 | Inzlingen       |                                     |
| Bettingen           |         | 85 - 141      | 100             | Inzlingen       |                                     |
| Bettingen           | 100 107 | 85 - 141      |                 | Grenzach Wyhlen |                                     |
| Bettingen           | 107     | 85 - 141      | Grenzach Wyhlen |                 |                                     |
| Riehen              |         | 141a          | Grenzach Wyhlen | 151             |                                     |
| Riehen              | 151     |               | Grenzach Wyhlen | 151             |                                     |

### Markante Grenzabschnitte

#### „Eiserne Hand“
Die Eiserne Hand ist ein 1,7 km langer Abschnitt – in Form eines Fingers – mit nur maximal 300 Meter Breite, der in das deutsche Staatsgebiet hineinragt. Bei dem äußerten Punk der sog. Eisernen Hand laufen die Banne der Gemeinden Riehen (CH), Lörrach-Stetten (D) und Inzlingen (D) zusammen.

#### „Im Schlipf“
Dort, wo Riehen, Weil am Rhein und Lörrach Stetten aufeinandertreffen, macht der Grenzverlauf mit dem „Schlipf“ einen großen Schlenker und der untere Teil des Tüllinger Bergs mitsamt den Weinreben gehört zu Riehen und damit zur Schweiz.
Der Name Schlipf beschreibt, dass es in diesem Gebiet aufgrund von Erdbewegungen und Erdrutschen (z. B. dem sog. grosse Gerütsch von 1758, festgehalten in einem Gemälde von Emanuel Büchel) des Öfteren zu Streitigkeiten über den resultierenden Grenzverlauf kam. Gleichzeitig ist dieser bis ins 15. Jahrhundert sehr gut dokumentiert.
Auf eine sehr alte Grenzlinie deutet die Strecke zwischen den Grenzsteinen Nr. 38 und Nr. 39, entlang dem Rohrbächlein, hin. Der sogenannte Sonnenstein (Grenzstein Nr. 38) ist mit seinen alten Wappen bereits 1491 belegt. Die Grenzsteine 34 und 38 von 1491 mit dem Wappen des Bischofs von Basel hatten zu dieser Zeit zunächst nur den Zweck, das Gebiet abzugrenzen, in dem der Bischof „richten und machen“ durfte. Auch der Flurname „Im Bischofsacker“ lässt keinen Zweifel am besonderen Interesse des damals regierenden Bischofs Kaspar zu Rhein an den geschätzten Weinreben im „Schlipf“.

#### Grenzverlauf entlang der Wiese

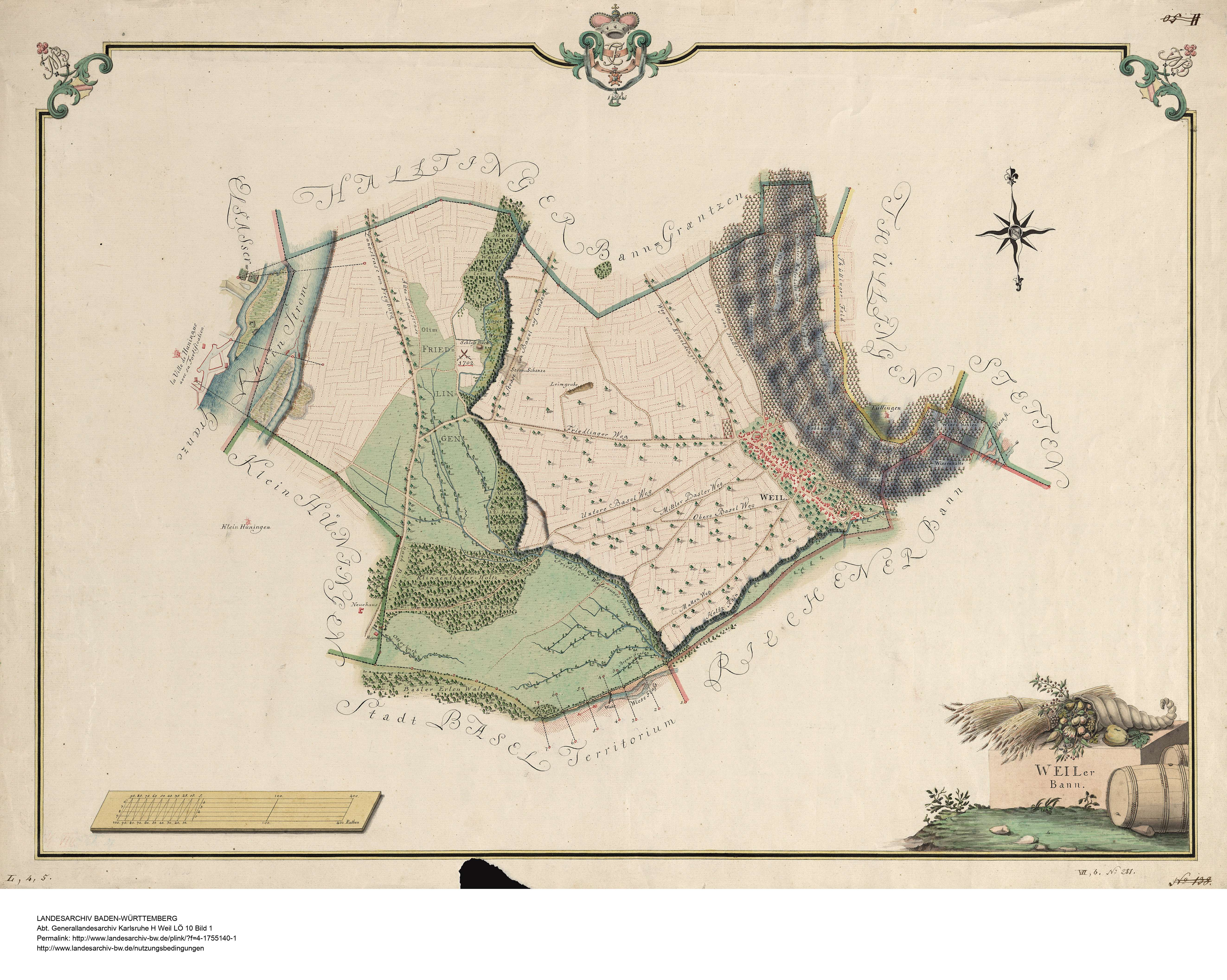
Gemarkung Weil am Rhein von 1774 mit 7 Paar Lohensteinen im Verlauf der Wiese

Im Bereich von Otterbach bis zum Schlipf diente der Fluss Wiese teilweise als natürlicher Grenzverlauf. Die regelmäßigen Überschwemmungen und der dadurch jeweils veränderte Flusslauf erforderten eine sichere Bestimmung des Grenzverlauf: So wurden im Bereich Weil am Rhein sogenannte Lohensteine als indirekte Grenzmarkierung gesetzt. Drei dieser Lohensteine stehen noch heute in der Weiler Gemarkung (von ca. 1764). Auf eine Distanz von 200 Meter nach beiden Seiten von der Flussmitte hatte man so das Hauptüberschwemmungsgebiet eingegrenzt und von dort die nun imaginäre Grenzlinie unabhängig jeder Flusslaufänderung definiert.
Erst die Begradigung und Einfassung der Wiese mittels Deichen und Dämmen brachte nach 1800 Schritt für Schritt einen stabilen Grenzverlauf. Nach der Einfassung der Wiese fungiert diese nicht mehr als Grenzfluss, sondern verläuft in diesem Bereich auf Schweizer Staatsgebiet.

## Geschichte
Der rechtsrheinische Grenzabschnitt gehört zu den ältesten in Europa. Davon zeugen über 200 Grenzsteine aus fünf Jahrhunderten. Der Grenzverlauf ist dabei so verwinkelt wie kaum ein anderer Grenzabschnitt in Europa. Trotzdem ist der Grenzverlauf über die letzten Jahrhunderte nahezu unverändert geblieben. Die Karte von Hans Bock dem Älteren (ca. 1620) zeigt sehr deutlich, dass der Grenzverlauf – trotz Dreißigjährigem Krieg, Napoleon, dem Ersten und Zweiten Weltkrieg – noch heute identisch verläuft. Hans Bock erhielt 1620 den Auftrag die Grenzen des Kantons Basel aufzunehmen. In diesem Rahmen erstellte er den Plan von Riehen und Bettingen, welcher den Grenzverlauf vom heutigen Gebiet der Langen Erle bis zum Grenzacher Horn mit 82 Grenzsteinen zeigt. Der Bereich Kleinhüningen bis Otterbach fehlt dabei, da einerseits Kleinhüningen nicht an die Gemeinden Riehen und Bettingen grenzte und andererseits auch erst 1640 von Basel gekauft wurde. Bis dahin gehört es zu Baden.

Vergleich Grenzverlauf von 1620 zu 2025
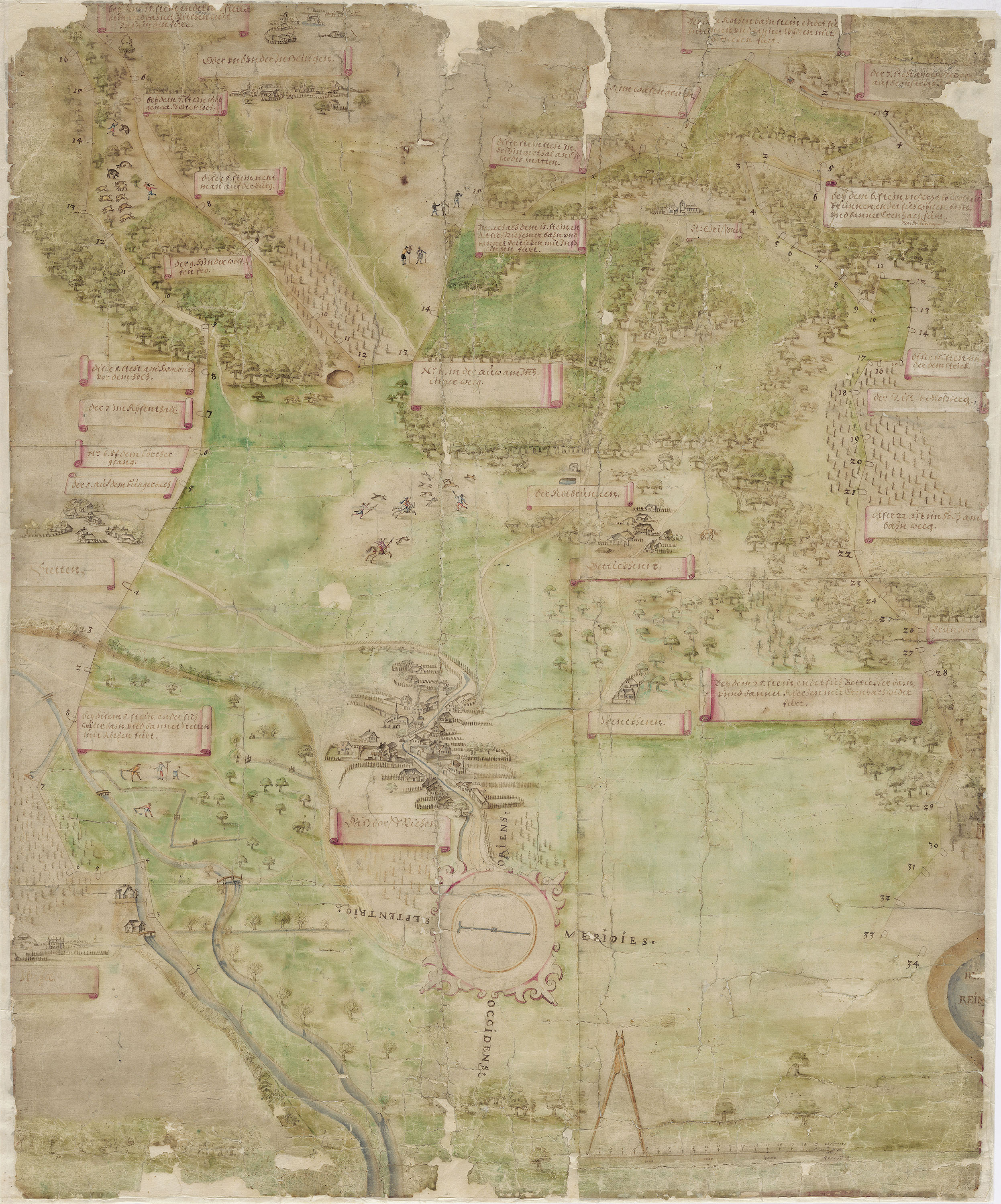
Grenzverlauf von ca. 1620 "Bann von Riehen und von Bettingen" von Hans Bock dem Älteren.
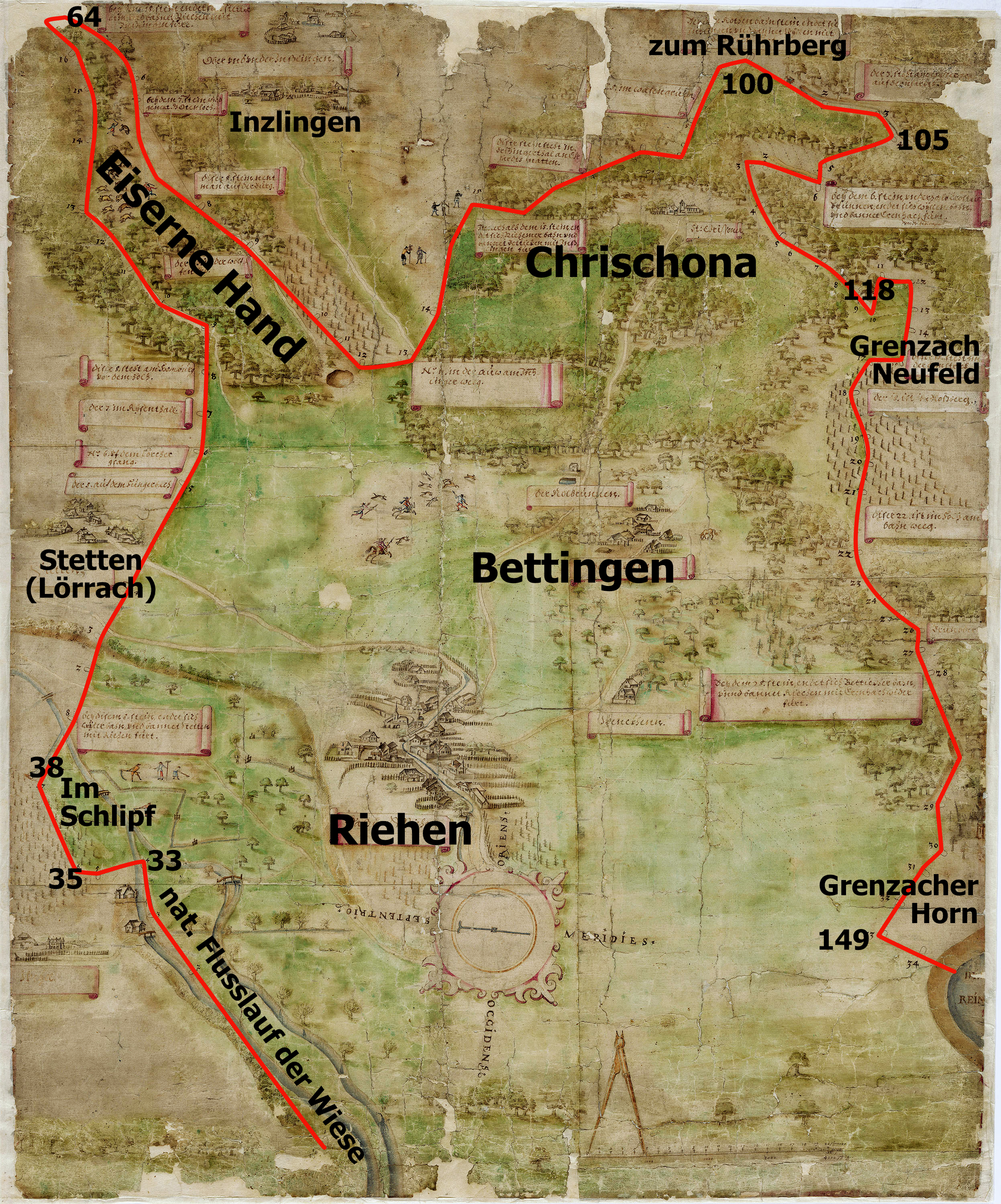
Hervorgehobener Grenzverlauf von 1620
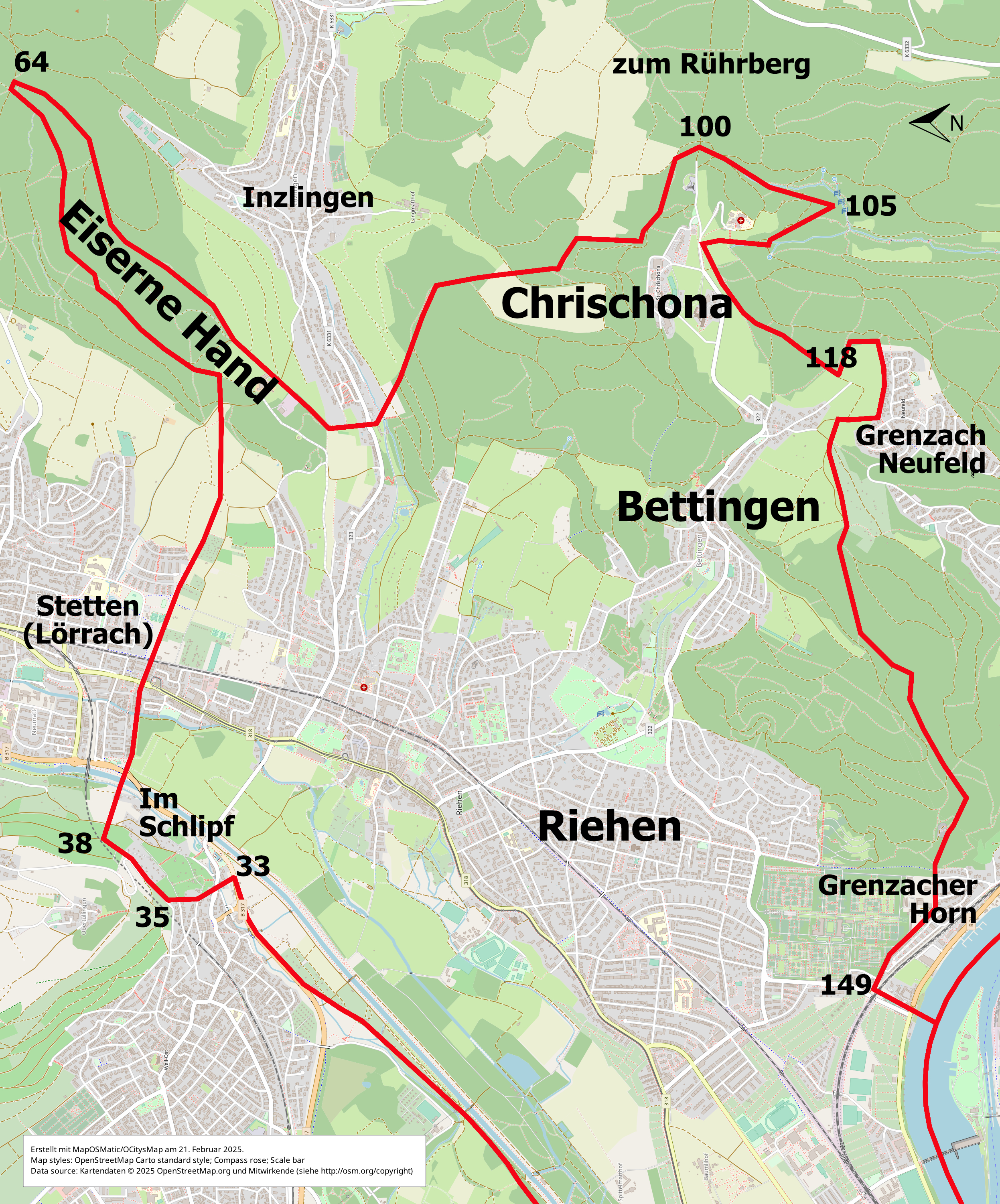
Grenzverlauf 2025

### Wechselnde Herrschaftsverhältnisse entlang des Grenzverlaufs

Der Stadt Basel Bann, mit den undern Vogteÿen, Münchenstein, Riehen, Klein Hünningen, von Emanuel Büchel ca. 1750

Auch wenn der Grenzverlauf in den letzten 500 Jahren sehr stabil war, haben sich doch im Laufe der Zeit die lokalen Herrschaftshäuser verändert.
Während auf der heutigen Schweizer Seite lediglich der Wechsel vom bischöflichen Wappen hin zum Baselstab (ab 1522) auch an den Grenzsteinen zu erkennen ist, so ist die Vielfalt der Herrschaftshäuser auf der deutschen Seite anhand der vielen unterschiedlichen Wappen noch heute erkennbar. So zeigt die Karte rechts von Emanuel Büchel, dass im Jahr 1750 die Ortschaften Wyhlen, Rührberg und Inzlingen zu Vorderösterreich gehörten, während die „Enklave“ Grenzach zur Markgrafschaft Baden gehörte. Neben den wechselnden Landeshoheiten hat der niedere Adel als Lehnsherrschaft bei den jeweiligen Ortschaften seine Spuren bis heute auch sichtbar als Wappen auf den jeweiligen Grenzsteinen hinterlassen. Gleiches gilt für die heute noch sichtbaren Spuren der alten Lehnsherrschaften in den Ortswappen der jeweiligen Gemeinden.

#### Übersicht der Landeshoheiten dies- und jenseits der Grenze von 1500 bis heute
|             | vor 1500                                         | 1500                                             | 1500                                                  | 1600                                                  | 1700                                                  | 1800                                                  |                                                       | 1900                                                  |                                                       |
| Schweiz     | Heiliges Römisches Reich                         | Heiliges Römisches Reich                         | 1501 Eintritt Basel als 11. Ort in den Schweizer Bund | 1501 Eintritt Basel als 11. Ort in den Schweizer Bund | 1501 Eintritt Basel als 11. Ort in den Schweizer Bund | 1501 Eintritt Basel als 11. Ort in den Schweizer Bund | 1501 Eintritt Basel als 11. Ort in den Schweizer Bund | 1501 Eintritt Basel als 11. Ort in den Schweizer Bund | 1501 Eintritt Basel als 11. Ort in den Schweizer Bund |
| Deutschland | Markgrafschaft Baden im Heiligen Römischen Reich | Markgrafschaft Baden im Heiligen Römischen Reich | Markgrafschaft Baden im Heiligen Römischen Reich      | Markgrafschaft Baden im Heiligen Römischen Reich      | ab 1771 Markgrafschaft Baden                          | ab 1771 Markgrafschaft Baden                          | ab 1771 Markgrafschaft Baden                          | ab 1918 Republik Baden                                | seit 1949 Bundesrepublik Deutschland                  |
| Deutschland |                                                  | ab 1535 Markgrafschaft Baden-Durlach             | ab 1535 Markgrafschaft Baden-Durlach                  | ab 1535 Markgrafschaft Baden-Durlach                  | ab 1535 Markgrafschaft Baden-Durlach                  | ab 1803 Kurfürstentum Baden                           | ab 1803 Kurfürstentum Baden                           | ab 1803 Kurfürstentum Baden                           | seit 1952 Bundesland Baden-Württemberg                |
| Deutschland |                                                  |                                                  |                                                       |                                                       |                                                       | ab 1806 Großherzogtum Baden                           |                                                       |                                                       |                                                       |

#### Übersicht auf Gemeindeebene dies- und jenseits der Grenze von 1500 bis heute
|            | vor 1500                                                                 | 1500                                                                     | 1500                                                                     | 1600                                                                     | 1700                                                                                               | 1800                                                                                               | 1800                                                                                               | 1800                                                                                               | 1900                                                                                               |
| Kl Hünigen |                                                                          |                                                                          |                                                                          | 1640 Stadt Basel kauft Kleinhüningen vom Markgrafen von Baden            | 1640 Stadt Basel kauft Kleinhüningen vom Markgrafen von Baden                                      | 1640 Stadt Basel kauft Kleinhüningen vom Markgrafen von Baden                                      | 1640 Stadt Basel kauft Kleinhüningen vom Markgrafen von Baden                                      | 1640 Stadt Basel kauft Kleinhüningen vom Markgrafen von Baden                                      | 1640 Stadt Basel kauft Kleinhüningen vom Markgrafen von Baden                                      |
| Basel      | bis 1522 Fürstbistum Basel                                               | bis 1522 Fürstbistum Basel                                               | bis 1522 Fürstbistum Basel                                               | bis 1522 Fürstbistum Basel                                               | bis 1522 Fürstbistum Basel                                                                         | Kanton Basel bis 1833                                                                              | Kanton Basel bis 1833                                                                              | Kanton Basel bis 1833                                                                              | Kanton Basel bis 1833                                                                              |
| Basel      |                                                                          |                                                                          | ab 1522 Stand (Kanton) Basel                                             | ab 1522 Stand (Kanton) Basel                                             | ab 1522 Stand (Kanton) Basel                                                                       | | seit 1833 Kanton Basel-Stadt                                                                       | seit 1833 Kanton Basel-Stadt                                                                       | seit 1833 Kanton Basel-Stadt                                                                       |
| Riehen     |                                                                          |                                                                          | 1522 Stadt Basel kauft bischöfliches Riehen                              | 1522 Stadt Basel kauft bischöfliches Riehen                              | 1522 Stadt Basel kauft bischöfliches Riehen                                                        | 1522 Stadt Basel kauft bischöfliches Riehen                                                        | ab 1833 Gemeinde im Kanton Basel-Stadt                                                             | ab 1833 Gemeinde im Kanton Basel-Stadt                                                             | ab 1833 Gemeinde im Kanton Basel-Stadt                                                             |
| Bettingen  |                                                                          |                                                                          | 1513-1522 Stadt Basel kauft bischöfliches Bettingen                      | 1513-1522 Stadt Basel kauft bischöfliches Bettingen                      | 1513-1522 Stadt Basel kauft bischöfliches Bettingen                                                | 1513-1522 Stadt Basel kauft bischöfliches Bettingen                                                | ab 1833 Gemeinde im Kanton Basel-Stadt                                                             | ab 1833 Gemeinde im Kanton Basel-Stadt                                                             | ab 1833 Gemeinde im Kanton Basel-Stadt                                                             |
| Weil       | Markgraf von Hochberg-Sausenberg erwirbt Weil                            | Markgraf von Hochberg-Sausenberg erwirbt Weil                            | Markgraf von Hochberg-Sausenberg erwirbt Weil                            | Markgraf von Hochberg-Sausenberg erwirbt Weil                            | Markgraf von Hochberg-Sausenberg erwirbt Weil                                                      | Markgraf von Hochberg-Sausenberg erwirbt Weil                                                      | Markgraf von Hochberg-Sausenberg erwirbt Weil                                                      | | 1929 Weil am Rhein erhält Stadtrechte                                                              |
| Weil       |                                                                          |                                                                          |                                                                          | 1751 das selbständige Friedlingen kommt an Weil                          | | | | | |
| Stetten    | 1315 Markgrafen von Hachberg-Sausenberg (Herren von Rötteln sterben aus) | 1315 Markgrafen von Hachberg-Sausenberg (Herren von Rötteln sterben aus) | 1315 Markgrafen von Hachberg-Sausenberg (Herren von Rötteln sterben aus) | 1315 Markgrafen von Hachberg-Sausenberg (Herren von Rötteln sterben aus) | 1315 Markgrafen von Hachberg-Sausenberg (Herren von Rötteln sterben aus)                           | 1315 Markgrafen von Hachberg-Sausenberg (Herren von Rötteln sterben aus)                           | 1806 Stetten kommt zu Baden                                                                        | 1806 Stetten kommt zu Baden                                                                        | 1806 Stetten kommt zu Baden                                                                        |
| Stetten    | 1495 -1727 Meieramt geht an Familie der Freiherren von Schönau           |                                                                          |                                                                          |                                                                          | | | | | |
| Inzlingen  | 1394-1806 Lehnschaft an die Freiherren Reich von Reichenstein            | 1394-1806 Lehnschaft an die Freiherren Reich von Reichenstein            | 1394-1806 Lehnschaft an die Freiherren Reich von Reichenstein            | 1394-1806 Lehnschaft an die Freiherren Reich von Reichenstein            | 1394-1806 Lehnschaft an die Freiherren Reich von Reichenstein                                      | 1394-1806 Lehnschaft an die Freiherren Reich von Reichenstein                                      | 1806 Inzlingen kommt zum Großherzogtum Baden                                                       | 1806 Inzlingen kommt zum Großherzogtum Baden                                                       | 1806 Inzlingen kommt zum Großherzogtum Baden                                                       |
| Inzlingen  |                                                                          |                                                                          | 1625 Inzlinger Reichenstein werden Ritter im habsburgischen Breisgau     |                                                                          | | | | | |
| Wylen      | Kameralherrschaft Rheinfelden, Vorderösterreich, Habsburg                | Kameralherrschaft Rheinfelden, Vorderösterreich, Habsburg                | Kameralherrschaft Rheinfelden, Vorderösterreich, Habsburg                | Kameralherrschaft Rheinfelden, Vorderösterreich, Habsburg                | Kameralherrschaft Rheinfelden, Vorderösterreich, Habsburg                                          | Kameralherrschaft Rheinfelden, Vorderösterreich, Habsburg                                          | 1806 Wyhlen kommt zum Großherzogtum Baden                                                          | 1806 Wyhlen kommt zum Großherzogtum Baden                                                          | 1806 Wyhlen kommt zum Großherzogtum Baden                                                          |
| Grenzach   | 1491-1735 Ritter von Bärenfels                                           | 1491-1735 Ritter von Bärenfels                                           | 1491-1735 Ritter von Bärenfels                                           | 1491-1735 Ritter von Bärenfels                                           | 1741 Markgraf von Baden-Durlach kauft Land südlich der Strasse in Grenzach von Habsburg-Österreich | 1741 Markgraf von Baden-Durlach kauft Land südlich der Strasse in Grenzach von Habsburg-Österreich | 1741 Markgraf von Baden-Durlach kauft Land südlich der Strasse in Grenzach von Habsburg-Österreich | 1741 Markgraf von Baden-Durlach kauft Land südlich der Strasse in Grenzach von Habsburg-Österreich | 1741 Markgraf von Baden-Durlach kauft Land südlich der Strasse in Grenzach von Habsburg-Österreich |

## Grenzstein-Kennzeichnung im Laufe der Zeit
Um 1300 begann man Grenzsteine zu setzen, mit dem Ziel staatsrechtlicher Funktionen. Als „Kreuzsteine“ bekannt, dienten sie zunächst der Abgrenzung jenes Bereiches um Basel, in dem Reisende und Marktbesucher mit dem sicheren Schutz des Bischofs rechnen durften. Sie bezeichneten aber umgekehrt auch die Stelle, bis zu der sich die aus der Stadt Verbannten eben diesem Bannkreis nähern durften.
Die Geschichte entlang der Grenze ist noch heute an den Grenzsteinen bildlich zu lesen. Markierungen, ob als Buchstaben oder heraldisch als Wappen, lassen auf die Geschichte der Nachbarschaft schließen.
| Bezeichnung                                             | Kenn- zeichen | Wappen                                                                     | Epoche             | Grenzstein Nr. |
| ------------------------------------------------------- | ------------- | -------------------------------------------------------------------------- | ------------------ | --- |
| Baden                                                   | B             | Badisches Hoheitszeichen: in Gelb ein roter Schrägbalken (Grenzstein 118a) | vor 1806           | 1; 2a; 3; 4; 7; 10; 11; 12; 13; 14; 15; 16; 17; 18; 19; 20; 22; 23; 24; 25; 26; 27; 29; 30; 33; 33a; 34; 35; 36; 37a; 38; 39; 40; 40a; 41; 42; 43b; 44; 44a; 45; 45a; 46; 46a; 47a; 49; 49a; 50; 54; 55; 56a; 57; 57a; 58; 62; 62a; 63; 65; 66a; 67; 68; 68a; 71a; 72; 73; 74a; 74b; 76; 77; 78a; 79; 81a; 84; 85; 86; 88; 92; 98; 99; 100; 100b; 100c; 100d; 105a; 105c; 106; 107; 108; 109; 110; 111a; 112; 112a; 113; 114; 114a; 115; 116; 117; 118; 118a; 119; 120; 120a; 121; 122; 122a; 123a; 125; 126; 127; 128; 129; 130; 132; 132a; 133; 134; 134a; 135; 136; 137; 138; 139; 140; 140a; 141; 141a; 142; 142a; 143a; 143b; 143c; 144; 145; 146; 147; 148; 149; 150; 151 |
| Grosherzogtum Baden                                     | GB            | Badisches Hoheitszeichen: in Gelb ein roter Schrägbalken (Grenzstein 118a) | 1806-1918          | 1; 2a; 3; 4; 7; 10; 11; 12; 13; 14; 15; 16; 17; 18; 19; 20; 22; 23; 24; 25; 26; 27; 29; 30; 33; 33a; 34; 35; 36; 37a; 38; 39; 40; 40a; 41; 42; 43b; 44; 44a; 45; 45a; 46; 46a; 47a; 49; 49a; 50; 54; 55; 56a; 57; 57a; 58; 62; 62a; 63; 65; 66a; 67; 68; 68a; 71a; 72; 73; 74a; 74b; 76; 77; 78a; 79; 81a; 84; 85; 86; 88; 92; 98; 99; 100; 100b; 100c; 100d; 105a; 105c; 106; 107; 108; 109; 110; 111a; 112; 112a; 113; 114; 114a; 115; 116; 117; 118; 118a; 119; 120; 120a; 121; 122; 122a; 123a; 125; 126; 127; 128; 129; 130; 132; 132a; 133; 134; 134a; 135; 136; 137; 138; 139; 140; 140a; 141; 141a; 142; 142a; 143a; 143b; 143c; 144; 145; 146; 147; 148; 149; 150; 151 |
| Kameralherrschaft Rheinfelden Vorderösterreich Habsburg | -             | Österreich Grenzstein 101                                                  | bis 1806           | nur bei Wyhlen 101-105 |
| Republik Baden                                          | B / RB        | nur "RB" keine Wappen                                                      | 1918-1936 tlw 1949 | 4a; 4b; 5; 6a; 12a; 21; 48; 60; 76a; 83; 111; 105a1 |
| Deutschland                                             | D             | nur "D" keine Wappen                                                       | 1936-heute         | 9; 32; 53; 56; 66; 82; 96; 131; 142b; 143 |

| Bezeichnung        | Wappen | Epoche   | Grenzstein Nr.                            |
| ------------------ | --- | -------- | ----------------------------------------- |
| Fürstbistum Basel  | schwarzer Bischofsstab im Schild vor dem roten Bistumsstab (Grenzstein 38 von 1491) "Sonnenstein" im Schlipf | bis 1522 | 34;38;61                                  |
| Stadt Basel        | Baselstab Baselstab (Grenzstein 118 von 1566)                                                                | bis 1501 | 2;7;12;14 (von 1488)                      |
| Stand Basel        | Baselstab Baselstab (Grenzstein 118 von 1566)                                                                | bis 1833 | alle restlichen Steine entlang der Grenze |
| Kanton Basel Stadt | Baselstab Baselstab (Grenzstein 118 von 1566)                                                                | ab 1833  | alle restlichen Steine entlang der Grenze |

### Wappen des niederen Adels

#### Reich von Reichenstein
Die Ritter Reich von Reichenstein residierten von 1394 bis 1806 unter anderem im Inzlinger Wasserschloss. So kommt es, dass viele Grenzsteine in und um Inzlingen, auf dem Weg hoch zum Chrischona und um die Eiserne Hand mit dem Wappen der Reich von Reichensteins verziert sind. Auch im heutigen Wappen der Gemeinde Inzlingen ist die sog. Saufeder in schwarz auf gelbem Hintergrund zu sehen.

#### Herren von Schönau
Die Herren von Schönau hatten von 1495 bis 1727 das Meieramt in Stetten inne. Demzufolge sind einige Grenzsteine bei Stetten und auf der Nordseite der Eisernen Hand mit dem Wappen der Herren von Schönau verziert. Auch im Gemeindewappen von Stetten findet man die drei Ringe wieder. Entlang der Grenze findet sich das Wappen der Herren von Schönau auf folgenden Steinen: 47 (von 1600), 51 (von 1759), 52 (von 1700), 59 (von 1600) und 61 (von 1491).

#### Herren von Bärenfels
Die Herren von Bärenfels residierten von 1491 bis 1735 im Weiherschloss zu Grenzach. Die Bärenfels haben in Grenzach Spuren hinterlassen: vom heutigen Gemeindewappen bis hin zu einem Wappen im Sakramentshaus (aus dem Jahr 1494) in der evangelischen Kirche St. Leodegar. Trotzdem findet sich entlang der Grenze kein historischer Grenzstein mehr, der das Wappen der Bärenfels trägt. Die 2002 neu gesetzten Grenzsteine 124 und 124 beim "Neufeld" zeigen als Erinnerung an die Bärenfels auf deutscher Seite das Wappen des alten Adelsgeschlechts. Diese Steine wurden von der Hochschule für Gestaltung und Kunst in Basel unter Leitung von Frau Owsky Kobalt entworfen.
| Wappen der Reich von Reichenstein bei der Eiserne Hand | Wappen der Herren zu Schönau bei Stetten (Grenzstein 61) | Wappen der Herren von Bärenfels (Grenzstein 124) |

## Grenzsteine
Der Grenzverlauf ist heute mit 218 Grenzsteinen markiert. Die Anzahl Grenzsteine hat im Laufe der Zeit stetig zugenommen, um Streitigkeiten über den Grenzverlauf zu schlichten bzw. zu klären. Anhand der Nummerierung ist klar, dass die ursprünglich 151 Grenzsteine um 67 Zusatzsteine – in der Kennzeichnung meist mit Buchstaben erweitert – ergänzt wurden. Früher zählte man weniger Grenzsteine: statt der heute 218 waren es z. B. 1870 nur 170 und 1620 82 Steine.
Die meisten Grenzsteine sind durch Jahreszahlen, Landeswappen und Ordnungsnummern gekennzeichnet.

### Liste der Grenzsteine
Die nachfolgende Liste versteht sich als ein Update aus der Veröffentlichung von August Heitz aus dem Jahr 1964. Alle Grenzsteine (sofern noch auffindbar) wurden fotografiert und in Wikidata mit GPS-Koordinate erfasst.
| Nr.   | Wappen Deutschland                                      | Wappen Schweiz                              | Gemeinde De                      | Gemeinde CH                | Jahr      | Ort |
| ----- | ------------------------------------------------------- | ------------------------------------------- | -------------------------------- | -------------------------- | --------- | --- |
| 0     | ---                                                     | ---                                         | Weil am Rhein                    | Basel-Kleinhüningen        | unbekannt |     |
| 1     | Wappen Großherzogtum Baden                              | Wappen Baselstab                            | Weil am Rhein                    | Basel-Kleinhüningen        | 1817      |     |
| 2     | Versenkter Grenzpunkt nicht mehr zugänglich             | Versenkter Grenzpunkt nicht mehr zugänglich | Weil am Rhein                    | Basel-Kleinhüningen        | unbekannt |     |
| 2a    | GB (Großherzogtum Baden)                                | Wappen Baselstab                            | Weil am Rhein                    | Basel-Kleinhüningen        | 1893      |     |
| 3     | Wappen Großherzogtum Baden                              | Wappen Baselstab                            | Weil am Rhein                    | Basel-Kleinhüningen        | 1488      |     |
| 4     | GB (Großherzogtum Baden)                                | Wappen Baselstab                            | Weil am Rhein                    | Basel-Kleinhüningen        | unbekannt |     |
| 4a    | RB (Republik Baden)                                     | Wappen Baselstab                            | Weil am Rhein                    | Basel-Kleinhüningen        | 1921      |     |
| 4b    | RB (Republik Baden)                                     | Wappen Baselstab                            | Weil am Rhein                    | Basel-Kleinhüningen        | 1921      |     |
| 5     | B (Republik Baden)                                      | unbekannt                                   | Weil am Rhein                    | Basel-Kleinhüningen        | 1921      |     |
| 6     | Versenkter Grenzpunkt                                   | Versenkter Grenzpunkt                       | Weil am Rhein                    | Basel-Kleinhüningen        | unbekannt |     |
| 6a    | Versenkter Grenzpunkt                                   | Versenkter Grenzpunkt                       | Weil am Rhein                    | Basel-Kleinhüningen        | unbekannt |     |
| 6b    | Versenkter Grenzpunkt                                   | Versenkter Grenzpunkt                       | Weil am Rhein                    | Basel-Kleinhüningen        | unbekannt |     |
| 6c    | Versenkter Grenzpunkt                                   | Versenkter Grenzpunkt                       | Weil am Rhein                    | Basel-Kleinhüningen        | unbekannt |     |
| 6d    | Versenkter Grenzpunkt                                   | Versenkter Grenzpunkt                       | Weil am Rhein                    | Basel-Kleinhüningen        | unbekannt |     |
| 6e    | B (Republik Baden)                                      | Wappen Baselstab                            | Weil am Rhein                    | Basel-Kleinhüningen        | 1930      |     |
| 7     | GB (Großherzogtum Baden)                                | Wappen Baselstab                            | Weil am Rhein                    | Basel-Kleinhüningen        | 1908      |     |
| 9     | D (Deutschland)                                         | Wappen Baselstab                            | Weil am Rhein                    | Basel, Basel-Kleinhüningen | 1966      |     |
| 10    | GB (Großherzogtum Baden)                                | Wappen Baselstab                            | Weil am Rhein                    | Basel                      | 1893      |     |
| 11    | GB (Großherzogtum Baden)                                | Wappen Baselstab                            | Weil am Rhein                    | Basel                      | 1893      |     |
| 12    | Wappen Großherzogtum Baden                              | Wappen Baselstab                            | Weil am Rhein                    | Basel                      | 1488      |     |
| 12a   | B (Republik Baden)                                      | Wappen Baselstab                            | Weil am Rhein                    | Basel                      | 1930      |     |
| 13    | Wappen Großherzogtum Baden                              | Wappen Baselstab                            | Weil am Rhein                    | Basel                      | 1844      |     |
| 14    | Wappen Großherzogtum Baden / Bannstein                  | Wappen Baselstab                            | Weil am Rhein                    | Basel                      | 1488      |     |
| 15    | GB (Großherzogtum Baden)                                | Wappen Baselstab                            | Weil am Rhein                    | Basel                      | 1910      |     |
| 16    | Wappen Großherzogtum Baden                              | Wappen Baselstab                            | Weil am Rhein                    | Basel                      | 1856      |     |
| 17    | Wappen Großherzogtum Baden                              | Wappen Baselstab                            | Weil am Rhein                    | Basel                      | 1840      |     |
| 18    | Wappen Großherzogtum Baden                              | Wappen Baselstab                            | Weil am Rhein                    | Basel                      | 1840      |     |
| 19    | Wappen Großherzogtum Baden                              | Wappen Baselstab                            | Weil am Rhein                    | Basel                      | 1840      |     |
| 20    | Wappen Großherzogtum Baden                              | Wappen Baselstab                            | Weil am Rhein                    | Riehen                     | 1840      |     |
| 21    | RB (Republik Baden)                                     | Wappen Baselstab                            | Weil am Rhein                    | Riehen                     | 1923      |     |
| 22    | Wappen Großherzogtum Baden                              | Wappen Baselstab                            | Weil am Rhein                    | Riehen                     | 1840      |     |
| 23    | Wappen Großherzogtum Baden                              | Wappen Baselstab                            | Weil am Rhein                    | Riehen                     | 1840      |     |
| 24    | Wappen Großherzogtum Baden                              | Wappen Baselstab                            | Weil am Rhein                    | Riehen                     | 1840      |     |
| 25    | Wappen Großherzogtum Baden                              | Wappen Baselstab                            | Weil am Rhein                    | Riehen                     | 1840      |     |
| 26    | Wappen Großherzogtum Baden                              | Wappen Baselstab                            | Weil am Rhein                    | Riehen                     | 1840      |     |
| 27    | Wappen Großherzogtum Baden                              | Wappen Baselstab                            | Weil am Rhein                    | Riehen                     | unbekannt |     |
| 28    | nicht auffindbar                                        | nicht auffindbar                            | Weil am Rhein                    | Riehen                     | unbekannt |     |
| 29    | Wappen Großherzogtum Baden                              | Wappen Baselstab                            | Weil am Rhein                    | Riehen                     | 1818      |     |
| 30    | Wappen Großherzogtum Baden                              | Wappen Baselstab                            | Weil am Rhein                    | Riehen                     | 1818      |     |
| 31    | nicht auffindbar                                        | nicht auffindbar                            | Weil am Rhein                    | Riehen                     | unbekannt |     |
| 32    | D (Deutschland)                                         | Wappen Baselstab                            | Weil am Rhein                    | Riehen                     | 1967      |     |
| 33    | Wappen Großherzogtum Baden                              | Wappen Baselstab                            | Weil am Rhein                    | Riehen                     | 1762      |     |
| 33a   | Wappen Großherzogtum Baden                              | Wappen Baselstab                            | Weil am Rhein                    | Riehen                     | 1887      |     |
| 34    | Wappen Großherzogtum Baden                              | Wappen Baselstab                            | Weil am Rhein                    | Riehen                     | 1491      |     |
| 35    | Wappen Großherzogtum Baden                              | Wappen Baselstab                            | Weil am Rhein                    | Riehen                     | unbekannt |     |
| 36    | Wappen Großherzogtum Baden                              | Wappen Baselstab                            | Weil am Rhein                    | Riehen                     | unbekannt |     |
| 37    | Versenkter Grenzpunkt                                   | Versenkter Grenzpunkt                       | Weil am Rhein                    | Riehen                     | unbekannt |     |
| 37a   | GB (Großherzogtum Baden)                                | Wappen Baselstab                            | Weil am Rhein                    | Riehen                     | 1900      |     |
| 38    | Wappen Großherzogtum Baden                              | Wappen Fürstbistum Basel                    | Weil am Rhein                    | Riehen                     | 1491      |     |
| 39    | Wappen Großherzogtum Baden                              | Wappen Baselstab                            | Weil am Rhein                    | Riehen                     | 1776      |     |
| 40    | Wappen Großherzogtum Baden                              | Wappen Baselstab                            | Weil am Rhein                    | Riehen                     | 1818      |     |
| 40a   | Wappen Großherzogtum Baden                              | Wappen Baselstab                            | Weil am Rhein, Stetten (Lörrach) | Riehen                     | 1872      |     |
| 41    | GB (Großherzogtum Baden)                                | Wappen Baselstab                            | Stetten (Lörrach)                | Riehen                     | 1888      |     |
| 42    | GB (Großherzogtum Baden)                                | Wappen Baselstab                            | Stetten (Lörrach)                | Riehen                     | 1900      |     |
| 43    | unbekannt (eingemauert)                                 | 43                                          | Stetten (Lörrach)                | Riehen                     | unbekannt |     |
| 43a   | unbekannt (eingemauert)                                 | Wappen Baselstab                            | Stetten (Lörrach)                | Riehen                     | unbekannt |     |
| 43b   | GB (Großherzogtum Baden)                                | Wappen Baselstab                            | Stetten (Lörrach)                | Riehen                     | 1900      |     |
| 44    | Wappen Großherzogtum Baden                              | Wappen Baselstab                            | Stetten (Lörrach)                | Riehen                     | 1830      |     |
| 44a   | GB (Großherzogtum Baden)                                | Wappen Baselstab                            | Stetten (Lörrach)                | Riehen                     | 1900      |     |
| 45    | Wappen Großherzogtum Baden                              | Wappen Baselstab                            | Stetten (Lörrach)                | Riehen                     | unbekannt |     |
| 45a   | Wappen Großherzogtum Baden                              | Wappen Baselstab                            | Stetten (Lörrach)                | Riehen                     | unbekannt |     |
| 46    | Wappen Großherzogtum Baden                              | Wappen Baselstab                            | Stetten (Lörrach)                | Riehen                     | 1864      |     |
| 46a   | Wappen Großherzogtum Baden                              | Wappen Baselstab                            | Stetten (Lörrach)                | Riehen                     | 1880      |     |
| 47    | Wappen derer von Schönau                                | Wappen Baselstab                            | Stetten (Lörrach)                | Riehen                     | 1600      |     |
| 47a   | Wappen Großherzogtum Baden                              | Wappen Baselstab                            | Stetten (Lörrach)                | Riehen                     | unbekannt |     |
| 48    | B (Republik Baden)                                      | Wappen Baselstab                            | Stetten (Lörrach)                | Riehen                     | 1930      |     |
| 49    | Wappen Großherzogtum Baden                              | Wappen Baselstab                            | Stetten (Lörrach)                | Riehen                     | 1842      |     |
| 49a   | Wappen Großherzogtum Baden                              | Wappen Baselstab                            | Stetten (Lörrach)                | Riehen                     | 1839      |     |
| 50    | Wappen Großherzogtum Baden                              | Wappen Baselstab                            | Stetten (Lörrach)                | Riehen                     | 1830      |     |
| 51    | Wappen derer von Schönau                                | Wappen Baselstab                            | Stetten (Lörrach)                | Riehen                     | 1759      |     |
| 51a   | ---                                                     | Wappen Baselstab                            | Stetten (Lörrach)                | Riehen                     | unbekannt |     |
| 52    | Wappen derer von Schönau                                | Wappen Baselstab                            | Stetten (Lörrach)                | Riehen                     | 1700      |     |
| 52a   | ---                                                     | Wappen Baselstab                            | Stetten (Lörrach)                | Riehen                     | unbekannt |     |
| 53    | D (Deutschland)                                         | Wappen Baselstab                            | Stetten (Lörrach)                | Riehen                     | 1954      |     |
| 53a   | ---                                                     | Wappen Baselstab                            | Stetten (Lörrach)                | Riehen                     | unbekannt |     |
| 54    | Wappen Großherzogtum Baden                              | Wappen Baselstab                            | Stetten (Lörrach)                | Riehen                     | 1842      |     |
| 55    | Wappen Großherzogtum Baden                              | Wappen Baselstab                            | Stetten (Lörrach)                | Riehen                     | unbekannt |     |
| 56    | D (Deutschland)                                         | Wappen Baselstab                            | Stetten (Lörrach)                | Riehen                     | 1954      |     |
| 56a   | GB (Großherzogtum Baden)                                | Wappen Baselstab                            | Stetten (Lörrach)                | Riehen                     | 1900      |     |
| 57    | GB (Großherzogtum Baden)                                | Wappen Baselstab                            | Stetten (Lörrach)                | Riehen                     | 1888      |     |
| 57a   | GB (Großherzogtum Baden)                                | Wappen Baselstab                            | Stetten (Lörrach)                | Riehen                     | 1900      |     |
| 58    | Wappen Großherzogtum Baden                              | Wappen Baselstab                            | Stetten (Lörrach)                | Riehen                     | unbekannt |     |
| 58a   | ---                                                     |                                             | Stetten (Lörrach)                | Riehen                     | unbekannt |     |
| 59    | Wappen derer von Schönau                                | Wappen Baselstab                            | Stetten (Lörrach)                | Riehen                     | 1600      |     |
| 60    | RB (Republik Baden)                                     | Wappen Baselstab                            | Stetten (Lörrach)                | Riehen                     | 1923      |     |
| 61    | Wappen derer von Schönau                                | Wappen Fürstbistum Basel                    | Stetten (Lörrach)                | Riehen                     | 1491      |     |
| 61a   | ---                                                     |                                             | Stetten (Lörrach)                | Riehen                     | unbekannt |     |
| 62    | Wappen Großherzogtum Baden                              | Wappen Baselstab                            | Stetten (Lörrach)                | Riehen                     | 1856      |     |
| 62a   | GB (Großherzogtum Baden)                                | Wappen Baselstab                            | Stetten (Lörrach)                | Riehen                     | 1898      |     |
| 63    | Wappen Großherzogtum Baden                              | Wappen Baselstab                            | Stetten (Lörrach)                | Riehen                     | 1842      |     |
| 64    | Wappen Reich von Reichenstein                           | Wappen Baselstab                            | Inzlingen, Stetten (Lörrach)     | Riehen                     | 1717      |     |
| 64a   | ---                                                     | Wappen Baselstab                            | Inzlingen                        | Riehen                     | unbekannt |     |
| 65    | Wappen Großherzogtum Baden                              | Wappen Baselstab                            | Inzlingen                        | Riehen                     | 1840      |     |
| 66    | D (Deutschland)                                         | Wappen Baselstab                            | Inzlingen                        | Riehen                     | 1954      |     |
| 66a   | GB (Großherzogtum Baden)                                | Wappen Baselstab                            | Inzlingen                        | Riehen                     | 1898      |     |
| 67    | Wappen Großherzogtum Baden                              | Wappen Baselstab                            | Inzlingen                        | Riehen                     | 1842      |     |
| 68    | Wappen Großherzogtum Baden                              | Wappen Baselstab                            | Inzlingen                        | Riehen                     | 1840      |     |
| 68a   | GB (Großherzogtum Baden)                                | Wappen Baselstab                            | Inzlingen                        | Riehen                     | 1898      |     |
| 69    | Wappen Reich von Reichenstein                           | Wappen Baselstab                            | Inzlingen                        | Riehen                     | 1739      |     |
| 70    | Wappen Reich von Reichenstein                           |                                             | Inzlingen                        | Riehen                     | 1737      |     |
| 71    | Wappen Reich von Reichenstein                           | Wappen Baselstab                            | Inzlingen                        | Riehen                     | 1759      |     |
| 71a   | GB (Großherzogtum Baden)                                | Wappen Baselstab                            | Inzlingen                        | Riehen                     | 1888      |     |
| 72    | Wappen Großherzogtum Baden                              | Wappen Baselstab                            | Inzlingen                        | Riehen                     | 1842      |     |
| 72a   | ---                                                     | Wappen Baselstab                            | Inzlingen                        | Riehen                     | unbekannt |     |
| 72b   | ---                                                     | Wappen Baselstab                            | Inzlingen                        | Riehen                     | unbekannt |     |
| 73    | Wappen Großherzogtum Baden                              | Wappen Baselstab                            | Inzlingen                        | Riehen                     | 1830      |     |
| 73a   | ---                                                     | Wappen Baselstab                            | Inzlingen                        | Riehen                     | unbekannt |     |
| 74    | Wappen Reich von Reichenstein                           | Wappen Baselstab                            | Inzlingen                        | Riehen                     | 1737      |     |
| 74a   | GB (Großherzogtum Baden)                                | Wappen Baselstab                            | Inzlingen                        | Riehen                     | 1898      |     |
| 74b   | Wappen Großherzogtum Baden                              | Wappen Baselstab                            | Inzlingen                        | Riehen                     | 1900      |     |
| 75    | Wappen Reich von Reichenstein                           |                                             | Inzlingen                        | Riehen                     | unbekannt |     |
| 76    | GB (Großherzogtum Baden)                                | Wappen Baselstab                            | Inzlingen                        | Riehen                     | 1888      |     |
| 76a   | B (Republik Baden)                                      | Wappen Baselstab                            | Inzlingen                        | Riehen                     | 1980      |     |
| 77    | GB (Großherzogtum Baden)                                | Wappen Baselstab                            | Inzlingen                        | Riehen                     | 1905      |     |
| 78    | Wappen Reich von Reichenstein                           | Wappen Baselstab                            | Inzlingen                        | Riehen                     | 1770      |     |
| 78a   | GB (Großherzogtum Baden)                                | Wappen Baselstab                            | Inzlingen                        | Riehen                     | 1888      |     |
| 79    | GB (Großherzogtum Baden)                                | Wappen Baselstab                            | Inzlingen                        | Riehen                     | 1888      |     |
| 80    | Wappen Reich von Reichenstein                           | Wappen Baselstab                            | Inzlingen                        | Riehen                     | 1720      |     |
| 81    | Wappen Reich von Reichenstein                           | Wappen Baselstab                            | Inzlingen                        | Riehen                     | unbekannt |     |
| 81a   | GB (Großherzogtum Baden)                                | Wappen Baselstab                            | Inzlingen                        | Riehen                     | 1905      |     |
| 82    | D (Deutschland)                                         | Wappen Baselstab                            | Inzlingen                        | Riehen                     | 1969      |     |
| 82a   | ---                                                     | Wappen Baselstab                            | Inzlingen                        | Riehen                     | unbekannt |     |
| 83    | RB (Republik Baden)                                     | Wappen baselstab                            | Inzlingen                        | Riehen                     | 1923      |     |
| 83a   | ---                                                     | ---                                         | Inzlingen                        | Riehen                     | unbekannt |     |
| 84    | GB (Großherzogtum Baden)                                | Wappen Baselstab                            | Inzlingen                        | Riehen                     | 1905      |     |
| 84a   | ---                                                     | Wappen Baselstab                            | Inzlingen                        | Riehen                     | unbekannt |     |
| 85    | GB (Großherzogtum Baden)                                | Wappen Baselstab                            | Inzlingen                        | Riehen, Bettingen          | 1905      |     |
| 85a   | ---                                                     | Wappen Baselstab                            | Inzlingen                        | Bettingen                  | unbekannt |     |
| 86    | GB (Großherzogtum Baden)                                | Wappen Baselstab                            | Inzlingen                        | Bettingen                  | 1905      |     |
| 87    | Wappen Reich von Reichenstein                           | DA (Deputaten Amt Basel)                    | Inzlingen                        | Bettingen                  | 1759      |     |
| 88    | GB (Großherzogtum Baden)                                | Wappen Baselstab                            | Inzlingen                        | Bettingen                  | 1888      |     |
| 89    | Wappen Reich von Reichenstein                           | Wappen Baselstab                            | Inzlingen                        | Bettingen                  | 1759      |     |
| 90    | Wappen Reich von Reichenstein                           | Wappen Baselstab                            | Inzlingen                        | Bettingen                  | 1759      |     |
| 91    | Wappen Reich von Reichenstein                           | Wappen Baselstab                            | Inzlingen                        | Bettingen                  | 1759      |     |
| 92    | Wappen Großherzogtum Baden                              | Wappen Baselstab                            | Inzlingen                        | Bettingen                  | 1842      |     |
| 93    | Wappen Reich von Reichenstein                           | Wappen Baselstab                            | Inzlingen                        | Bettingen                  | 1759      |     |
| 93a   | ---                                                     | Wappen Baselstab                            | Inzlingen                        | Bettingen                  | unbekannt |     |
| 94    | Wappen Reich von Reichenstein                           | Wappen Baselstab                            | Inzlingen                        | Bettingen                  | 1759      |     |
| 95    | Wappen Reich von Reichenstein                           | Wappen Baselstab                            | Inzlingen                        | Bettingen                  | 1752      |     |
| 96    | D (Deutschland)                                         | Wappen Baselstab                            | Inzlingen                        | Bettingen                  | 1936      |     |
| 97    | Wappen Reich von Reichenstein                           | Wappen Baselstab                            | Inzlingen                        | Bettingen                  | 1759      |     |
| 97a   | ---                                                     | Wappen Baselstab                            | Inzlingen                        | Bettingen                  | unbekannt |     |
| 98    | Wappen Großherzogtum Baden                              | Wappen Baselstab                            | Inzlingen                        | Bettingen                  | unbekannt |     |
| 99    | Wappen Großherzogtum Baden                              | Wappen Baselstab                            | Inzlingen                        | Bettingen                  | 1842      |     |
| 100   | GB (Großherzogtum Baden)                                | Wappen Baselstab                            | Inzlingen, Wyhlen                | Bettingen                  | unbekannt |     |
| 100a  | ---                                                     | Wappen Baselstab                            | Wyhlen                           | Bettingen                  | unbekannt |     |
| 100b  | Wappen Großherzogtum Baden                              | Wappen Baselstab                            | Wyhlen                           | Bettingen                  | 1825      |     |
| 100c  | Wappen Großherzogtum Baden                              | Wappen Baselstab                            | Wyhlen                           | Bettingen                  | 1825      |     |
| 100d  | Wappen Großherzogtum Baden                              | Wappen Baselstab                            | Wyhlen                           | Bettingen                  | 1877      |     |
| 101   | Wappen (Vorder-)Österreich (Herrschaft von Rheinfelden) | Wappen Baselstab                            | Wyhlen                           | Bettingen                  | 1771      |     |
| 102   | Wappen (Vorder-)Österreich (Herrschaft von Rheinfelden) | Wappen Baselstab                            | Wyhlen                           | Bettingen                  | 1771      |     |
| 103   | Wappen (Vorder-)Österreich (Herrschaft von Rheinfelden) | Wappen Baselstab                            | Wyhlen                           | Bettingen                  | 1771      |     |
| 104   | Wappen (Vorder-)Österreich (Herrschaft von Rheinfelden) | Wappen Baselstab                            | Wyhlen                           | Bettingen                  | 1771      |     |
| 105   | Wappen (Vorder-)Österreich (Herrschaft von Rheinfelden) | Wappen Baselstab                            | Wyhlen                           | Bettingen                  | unbekannt |     |
| 105a  | Wappen Großherzogtum Baden                              | Wappen Baselstab                            | Wyhlen                           | Bettingen                  | 1825      |     |
| 105a1 | B (Republik Baden)                                      | Wappen Baselstab                            | Wyhlen                           | Bettingen                  | 1930      |     |
| 105b  | nicht Auffindbar                                        | nicht Auffindbar                            | Wyhlen                           | Bettingen                  | 1825      |     |
| 105c  | Wappen Großherzogtum Baden                              | Wappen Baselstab                            | Wyhlen                           | Bettingen                  | unbekannt |     |
| 106   | Wappen Großherzogtum Baden                              | Wappen Baselstab                            | Wyhlen                           | Bettingen                  | unbekannt |     |
| 107   | Wappen Großherzogtum Baden                              | Wappen Baselstab                            | Grenzach, Wyhlen                 | Bettingen                  | 1825      |     |
| 108   | Wappen Großherzogtum Baden                              | Wappen Baselstab                            | Grenzach                         | Bettingen                  | 1759      |     |
| 109   | GB (Großherzogtum Baden)                                | Wappen Baselstab                            | Grenzach                         | Bettingen                  | 1898      |     |
| 110   | GB (Großherzogtum Baden)                                | Wappen Baselstab                            | Grenzach                         | Bettingen                  | 1898      |     |
| 111   | RB (Republik Baden)                                     | Wappen Baselstab                            | Grenzach                         | Bettingen                  | 1923      |     |
| 111a  | GB (Großherzogtum Baden)                                | Wappen Baselstab                            | Grenzach                         | Bettingen                  | 1910      |     |
| 112   | Wappen Großherzogtum Baden                              | Wappen Baselstab                            | Grenzach                         | Bettingen                  | 1846      |     |
| 112a  | GB (Großherzogtum Baden)                                | Wappen Baselstab                            | Grenzach                         | Bettingen                  | 1900      |     |
| 113   | Wappen Großherzogtum Baden                              | Wappen Baselstab                            | Grenzach                         | Bettingen                  | 1842      |     |
| 114   | GB (Großherzogtum Baden)                                | Wappen Baselstab                            | Grenzach                         | Bettingen                  | 1888      |     |
| 114a  | GB (Großherzogtum Baden)                                | Wappen Baselstab                            | Grenzach                         | Bettingen                  | 1900      |     |
| 115   | Wappen Großherzogtum Baden                              | Wappen Baselstab                            | Grenzach                         | Bettingen                  | 1880      |     |
| 116   | Wappen Großherzogtum Baden                              | Wappen Baselstab                            | Grenzach                         | Bettingen                  | 1846      |     |
| 117   | GB (Großherzogtum Baden)                                | Wappen Baselstab                            | Grenzach                         | Bettingen                  | 1900      |     |
| 118   | Wappen Großherzogtum Baden                              | Wappen Baselstab                            | Grenzach                         | Bettingen                  | 1566      |     |
| 118a  | Wappen Großherzogtum Baden                              | Wappen Baselstab                            | Grenzach                         | Bettingen                  | 1566      |     |
| 119   | GB (Großherzogtum Baden)                                | Wappen Baselstab                            | Grenzach                         | Bettingen                  | 1888      |     |
| 120   | Wappen Großherzogtum Baden                              | Wappen Baselstab                            | Grenzach                         | Bettingen                  | 1849      |     |
| 120a  | Wappen Großherzogtum Baden                              | Wappen Baselstab                            | Grenzach                         | Bettingen                  | unbekannt |     |
| 121   | Wappen Großherzogtum Baden                              | Wappen Baselstab                            | Grenzach                         | Bettingen                  | 1566      |     |
| 122   | Wappen Großherzogtum Baden                              | Wappen Baselstab                            | Grenzach                         | Bettingen                  | 1566      |     |
| 122a  | Wappen Großherzogtum Baden                              | Wappen Baselstab                            | Grenzach                         | Bettingen                  | 1848      |     |
| 123   | Wappen der Herren von Bärenfels                         | Wappen Baselstab                            | Grenzach                         | Bettingen                  | 2002      |     |
| 123a  | Wappen Großherzogtum Baden                              | Wappen Baselstab                            | Grenzach                         | Bettingen                  | unbekannt |     |
| 124   | Wappen der Herren von Bärenfels                         | Wappen Baselstab                            | Grenzach                         | Bettingen                  | 2002      |     |
| 125   | GB (Großherzogtum Baden)                                | Wappen Baselstab                            | Grenzach                         | Bettingen                  | 1888      |     |
| 126   | Wappen Großherzogtum Baden                              | Wappen Baselstab                            | Grenzach                         | Bettingen                  | 1886      |     |
| 127   | Wappen Großherzogtum Baden                              | Wappen Baselstab                            | Grenzach                         | Bettingen                  | 1830      |     |
| 128   | GB (Großherzogtum Baden)                                | Wappen Baselstab                            | Grenzach                         | Bettingen                  | 1888      |     |
| 129   | Wappen Großherzogtum Baden                              | Wappen Baselstab                            | Grenzach                         | Bettingen                  | unbekannt |     |
| 130   | GB (Großherzogtum Baden)                                | Wappen Baselstab                            | Grenzach                         | Bettingen                  | 1888      |     |
| 131   | D (Deutschland)                                         | Wappen Baselstab                            | Grenzach                         | Bettingen                  | 1964      |     |
| 132   | Wappen Großherzogtum Baden                              | Wappen Baselstab                            | Grenzach                         | Bettingen                  | 1830      |     |
| 132a  | GB (Großherzogtum Baden)                                | Wappen Baselstab                            | Grenzach                         | Bettingen                  | 1900      |     |
| 133   | Wappen Großherzogtum Baden                              | Wappen Baselstab                            | Grenzach                         | Bettingen                  | 1840      |     |
| 134   | GB (Großherzogtum Baden)                                | Wappen Baselstab                            | Grenzach                         | Bettingen                  | 1898      |     |
| 134a  | GB (Großherzogtum Baden)                                | Wappen Baselstab                            | Grenzach                         | Bettingen                  | 1910      |     |
| 135   | Wappen Großherzogtum Baden                              | Wappen Baselstab                            | Grenzach                         | Bettingen                  | 1842      |     |
| 136   | Wappen Großherzogtum Baden                              | Wappen Baselstab                            | Grenzach                         | Bettingen                  | 1842      |     |
| 137   | Wappen Großherzogtum Baden                              | Wappen Baselstab                            | Grenzach                         | Bettingen                  | 1842      |     |
| 138   | Wappen Großherzogtum Baden                              | Wappen Baselstab                            | Grenzach                         | Bettingen                  | 1840      |     |
| 139   | Wappen Großherzogtum Baden                              | Wappen Baselstab                            | Grenzach                         | Bettingen                  | 1846      |     |
| 139a  | ---                                                     |                                             | Grenzach                         | Bettingen                  | 1860      |     |
| 140   | GB (Großherzogtum Baden)                                | Wappen Baselstab                            | Grenzach                         | Bettingen                  | 1900      |     |
| 140a  | GB (Großherzogtum Baden)                                | Wappen Baselstab                            | Grenzach                         | Bettingen                  | 1900      |     |
| 141   | GB (Großherzogtum Baden)                                | Wappen Baselstab                            | Grenzach                         | Bettingen                  | 1888      |     |
| 141a  | GB (Großherzogtum Baden)                                | Wappen Baselstab                            | Grenzach                         | Riehen                     | 1888      |     |
| 142   | Wappen Großherzogtum Baden                              | Wappen Baselstab                            | Grenzach                         | Riehen                     | 1772      |     |
| 142a  | Wappen Großherzogtum Baden                              | Wappen Baselstab                            | Grenzach                         | Riehen                     | 1846      |     |
| 142b  | D (Deutschland)                                         | Wappen Baselstab                            | Grenzach                         | Riehen                     | unbekannt |     |
| 143   | D (Deutschland)                                         | Wappen Baselstab                            | Grenzach                         | Riehen                     | 1936      |     |
| 143a  | GB (Großherzogtum Baden)                                | Wappen Baselstab                            | Grenzach                         | Riehen                     | 1898      |     |
| 143b  | GB (Großherzogtum Baden)                                | Wappen Baselstab                            | Grenzach                         | Riehen                     | 1898      |     |
| 143c  | Wappen Großherzogtum Baden                              | Wappen Baselstab                            | Grenzach                         | Riehen                     | 1840      |     |
| 144   | Wappen Großherzogtum Baden                              | Wappen Baselstab                            | Grenzach                         | Riehen                     | 1863      |     |
| 144a  | Wappen Großherzogtum Baden                              | Wappen Baselstab                            | Grenzach                         | Riehen                     | 1757      |     |
| 145   | GB (Großherzogtum Baden)                                | Wappen Baselstab                            | Grenzach                         | Riehen                     | 1890      |     |
| 146   | Wappen Großherzogtum Baden                              | Wappen Baselstab                            | Grenzach                         | Riehen                     | 1870      |     |
| 147   | Wappen Großherzogtum Baden                              | Wappen Baselstab                            | Grenzach                         | Riehen                     | 1842      |     |
| 148   | Wappen Großherzogtum Baden                              | Wappen Baselstab                            | Grenzach                         | Riehen                     | 1591      |     |
| 149   | Wappen Großherzogtum Baden                              | Wappen Baselstab                            | Grenzach                         | Riehen                     | 1797      |     |
| 150   | Wappen Großherzogtum Baden                              | Wappen Baselstab                            | Grenzach                         | Riehen                     | 1591      |     |
| 151   | GB (Großherzogtum Baden)                                | Wappen Baselstab                            | Grenzach                         | Riehen                     | 1888      |     |

### Fehlende, nicht auffindbare oder zerstörte Grenzsteine
| Grenzstein      | Lage | Bemerkung |
| --------------- | ---- | --- |
| Grenzstein 2    | Lage | Direkt am Grenzübergang Weil am Rhein Friedlingen: Nach dem Bau der Tramlinie 2 nicht mehr zugänglich.                                  |
| Grenzstein 6    | Lage | Bei Zoll Otterbach: Nur noch als versenkter Grenzpunkt vorhanden, der alte Stein von 1908 steht an der evangelischen Kirche in Altweil. |
| Grenzstein 6a   | Lage | Bei Zoll Otterbach nur noch versenkter Grenzpunkt vorhanden                                                                             |
| Grenzstein 6b   | Lage | Bei Zoll Otterbach nur noch versenkter Grenzpunkt vorhanden                                                                             |
| Grenzstein 6c   | Lage | Bei Zoll Otterbach nur noch versenkter Grenzpunkt vorhanden                                                                             |
| Grenzstein 6d   | Lage | Bei Zoll Otterbach nur noch versenkter Grenzpunkt vorhanden                                                                             |
| Grenzstein 7a   | Lage | Nicht mehr vorhanden – auf einer Linie mit Grenzstein 7 und 9.                                                                          |
| Grenzstein 8    | Lage | Nicht mehr vorhanden – auf einer Linie mit Grenzstein 7 und 9.                                                                          |
| Grenzstein 28   | Lage | Nicht auffindbar (Stand Feb. 2025) |
| Grenzstein 31   | Lage | Stand Feb. 2025: Nicht auffindbar (nur Fundament siehe Foto: Grenzstein 31)                                                             |
| Grenzstein 37   | Lage | Im Schlipf - versenkter Grenzpunkt im Feldweg                                                                                           |
| Grenzstein 53a  | Lage | Läufer bei der „Eiseren Hand“ – Stand Feb. 2025 nicht auffindbar                                                                        |
| Grenzstein 74   | Lage | Im Wald bei der Eiseren hand – Stand Feb. 2025 nicht auffindbar                                                                         |
| Grenzstein 98   | Lage | beim Chrischona – Stand März 2025 zerstört (liegt abgebrochen am Boden siehe Fotos: Grenzstein 98)                                      |
| Grenzstein 105b | Lage | Beim Wyhlengraben – Stand Feb. 2025 nicht auffindbar                                                                                    |